# 親日人名辞典
親日人名辞典（しんにちじんめいじてん）とは大韓民国の民間団体・親日人名辞典編纂委員会が「日本統治時代に親日活動を行なった人物」の名簿を書籍として編纂発表したものである。全3巻セット。

## 概要
- 2005年8月29日 第1回親日派人名簿を発表。3090人を親日派にリストアップ
- 2008年4月29日 第2回親日派人名簿を発表。1686人を親日派に追加
- 2009年11月8日「親日人名辞典」全3巻を刊行。従来は抗日運動に貢献したとされていた約20人を含む4389人が掲載された[1]。
- 2014年12月　ソウル市が市内中学校及び高等学校に親日人名辞典を普及する旨を盛り込んだ親日清算教育活動支援事業を議会承認

親日人名辞典編纂委員の成大慶は盧武鉉大統領によって親日反民族行為真相糾明委員会の委員に任命された。辞典には親日派4,398人の親日行跡が収録されている。
韓国大統領として「漢江の奇跡」とも称される経済成長を主導した朴正煕をはじめ、韓国国歌を作曲した安益泰、韓国の国旗をデザインした朴泳孝、韓国の1万ウォン紙幤に使用されている世宗大王の標準肖像画を書いた金基昶、『東亜日報』の設立者の金性洙、『皇城新聞』等の主筆張志淵、朝鮮戦争緒戦の危機を救った韓国陸軍の父である白善燁、また、在日本大韓民国居留民団の中央団長であった権逸などもリストアップされている。

親日派と名指しされた人士
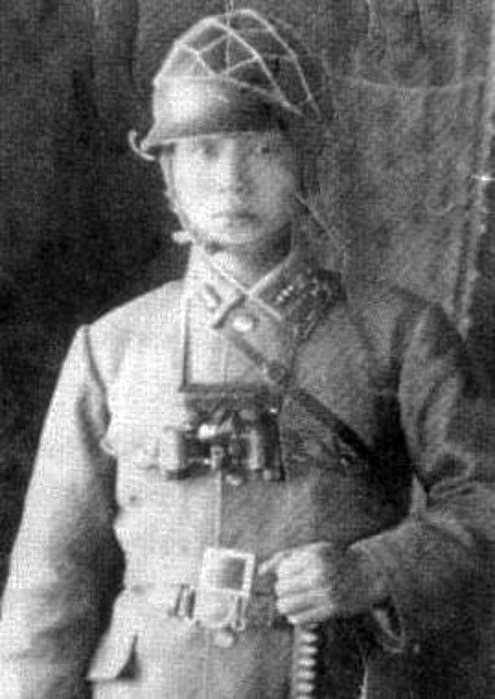
朴正熙
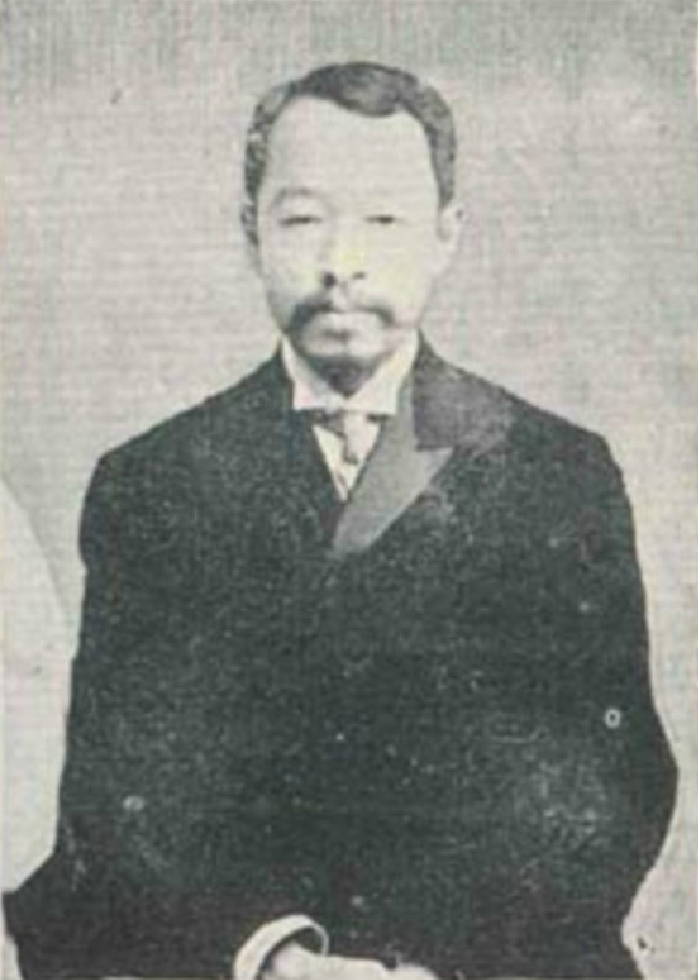
朴泳孝
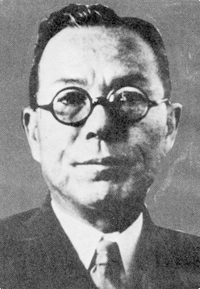
金性洙
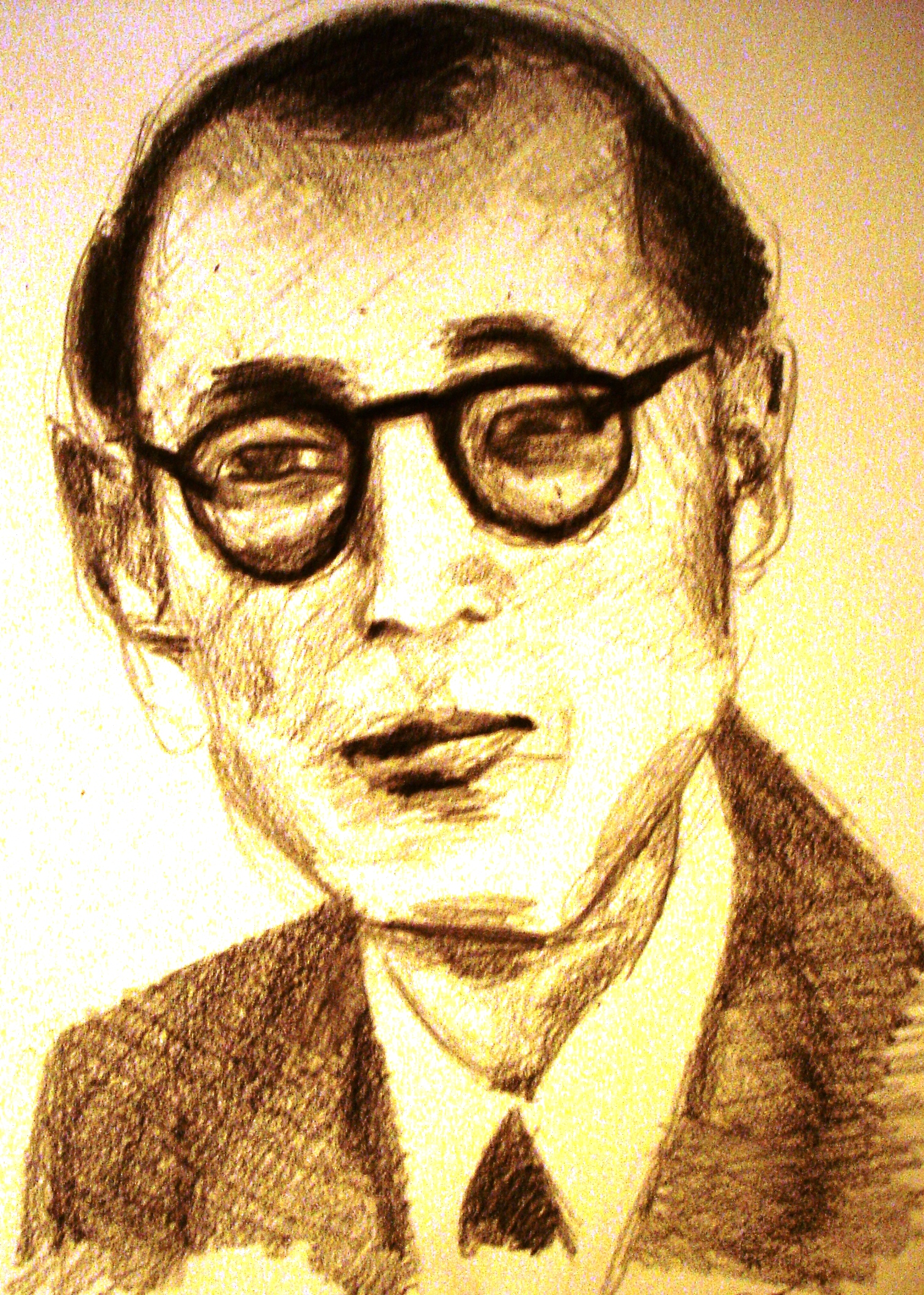
安益泰
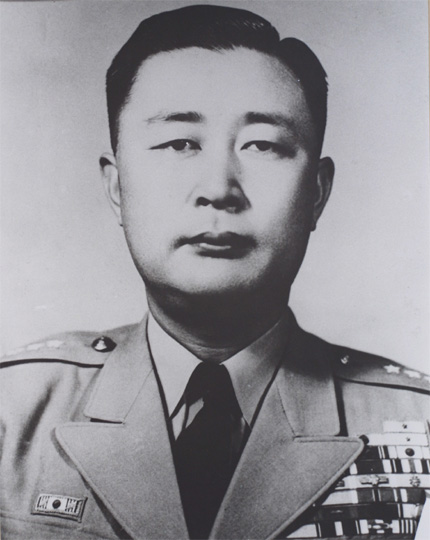
白善燁

## 書籍情報
- 친일인명사전편찬위원회（親日人名辞典編纂委員会）, ed. (2009) (朝鮮語), 친일인명사전（親日人名辞典）, 민족문제연구소, ISBN 9788993741032、9788993741049, 9788993741056

## 評価

### 批判
- リストアップされた人物の遺族や関連団体、学界、保守派から強い反発を受けている[3][4]。韓国の保守系団体「国家正常化推進委員会」は2010年3月12日に「親日人名辞典」に対抗した「親北人名辞典」の第1次名簿を発表した[4]。

### 賛同
- チョ・ハンギョン全国歴史教師の会代表は、学生と教師が親日という誤りを繰り返さないよう省察する機会を持つことができるとし、ソウル市の全校配布を評価した。